# ハイド.ランジアが咲いている
『ハイド.ランジアが咲いている』（ハイド・ランジアがさいている）は、日本のロックバンド・ステレオポニーのファーストアルバム。

## 解説
2008年11月のメジャーデビューから7ヶ月強でのリリースとなるファースト・アルバム。メジャーデビュー後にリリースされたシングル曲3曲を含む全13曲を収録。初回生産限定盤には、各曲のビデオクリップ等が収録されたDVDが付属。
なお、「ハイドランジア」とはアジサイのことである。

## 収録曲
1. 青春に、その涙が必要だ! (3:23)
作詞・作曲/AIMI
森永乳業『Lipton500』CMソング。
ビデオクリップも制作されている。内容は、タイアップ作品である『Lipton500』CMと連動したものとなっており、同CMに出演したファッションモデルの剛力彩芽らが出演している。
2. I do it (3:44)
作詞/AIMI　作曲/YUI
3rdシングル。YUIが曲提供を行った作品。
3. 木漏れ日のジャーニー (4:01)
作詞・作曲/AIMI
4. 泪のムコウ (3:30)
作詞・作曲/AIMI
2ndシングル。MBS・TBS系テレビアニメ『機動戦士ガンダム00 -2nd Season-』オープニングテーマ。
5. 乙女心 Hey Hey Hey (2:45)
作詞・作曲/AIMI
6. 泣かないで (3:08)
作詞・作曲/AIMI
7. effective line (1:16)
作詞・作曲/AIMI
8. スウィート・ブルー (3:42)
作詞/AIMI　作曲/AIMI・SHIHO
9. 都会ノ森 (2:57)
作詞・作曲/AIMI
10. 幸せの丘で暮らしたい (1:52)
作詞・作曲/AIMI
11. マイミステイク (4:00)
作詞・作曲/AIMI
12. ヒトヒラのハナビラ (3:33)
作詞・作曲/AIMI
1stシングル。TX系テレビアニメ『BLEACH』エンディングテーマ。
13. 青空 Very good days!! (4:06)
作詞・作曲/AIMI

## DVD収録内容
1. ヒトヒラのハナビラ (VIDEO CLIP)
2. 泪のムコウ (VIDEO CLIP)
3. I do it (VIDEO CLIP)
4. 青春に、その涙が必要だ! (VIDEO CLIP)
5. DOCUMENT SXSW '09

## 演奏
- AIMI：Vocal, Chorus, Guitar
- NOHANA：Bass, Chorus
- SHIHO：Drums, Chorus
- northa+：Programming, Guitars (#1.2.4)
- Cruz.7th
  - Programming (#3.7.12)
  - Guitars (#3.7.11.12)
- R’dh+：Programming, Guitars (#5.8.9.10.12)
- 木恵つよし：Programming (#6)
- 黒田晃年：Guitars (#6)
- 酒井ミキオ：Programming (#11)